# Großedling
Großedling je naselje v Občini Volšperk v Okraju Volšperk na Koroškem v Avstriji.